# 阿布·侯赛因·侯赛尼·库拉希
阿布·侯赛因·侯赛尼·库拉希（阿拉伯语：‎，羅馬化：Abū al-Ḥusayn al-Husaynī al-Qurashī；？？—2023年8月3日）是伊斯兰国的第四任哈里发，从2022年11月30日开始。伊斯兰国发言人阿布·奥马尔·穆哈吉尔在一段录音中宣布了他的地位，称他的前任阿布·哈桑·哈希米·库拉希在战斗中被杀。阿布·侯赛因被描述为伊斯兰国的资深人士和该组织的忠实成员。2023年1月，一个持不同政见的反伊斯兰国领导渠道声称阿布·侯赛因和他的前任一样是伊拉克人，并由阿卜杜勒·拉乌夫·穆哈吉尔（伊斯兰国政府的埃米尔）领导的舒拉委员会任命。

## 掌权
阿布·侯赛因·侯赛尼在前任领导人阿布·哈桑被美军杀死后接管了伊斯兰国的领导权。伊斯兰国官方发言人阿布·奥马尔·穆哈吉尔在富尔甘（Al-Furqan）媒体基金会（伊斯兰国的主要媒体）广播的音频消息中宣布他为哈里发。

## 伊斯兰国的领导

伊斯兰国官方媒体记录了效忠阿布·侯赛因的地方。

截至2023年1月，阿布·侯赛因已收到伊斯兰国所有省份的效忠，也收到了一些以前不属于该组织的外部人士的支持承诺。
2023年4月30日，土耳其总统埃尔多安宣布，土耳其國家情報局已于前一天殺死了阿布·侯赛因·侯赛尼。然而美国无法证实土耳其的声明。
2023年8月3日，伊斯兰国官方发言人表示阿布·侯赛因·侯赛尼·库拉希已死亡。伊斯兰国表示阿布·侯赛因·侯赛尼·库拉希並非被土耳其軍隊殺死，而是在敘利亞與沙姆解放組織交戰時死亡，沙姆解放組織將其尸體移交給土耳其。伊斯蘭國方面沒有透露阿布·侯赛因·侯赛尼·库拉希死亡的具體日期。